# Thiognatha mameti
Thiognatha mameti är en fjärilsart som beskrevs av Pierre E.L. Viette 1953. Thiognatha mameti ingår i släktet Thiognatha och familjen stävmalar. Inga underarter finns listade i Catalogue of Life.